# Parentucellia viscosa
Parentucellia viscosa é uma espécie de planta com flor pertencente à família Scrophulariaceae. 
A autoridade científica da espécie é (L.) Caruel, tendo sido publicada em Flora italiana, ossia descrizione delle piante...6(2): 482. 1885.
Os seus nomes comuns são erva-peganhenta ou parentucélia-peganhenta.

## Portugal
Trata-se de uma espécie presente no território português, nomeadamente em Portugal Continental, no Arquipélago dos Açores e no Arquipélago da Madeira.
Em termos de naturalidade é nativa das três regiões atrás indicadas.

## Protecção
Não se encontra protegida por legislação portuguesa ou da Comunidade Europeia.